# Ель-Фао
Ель-Фао (араб. ٱلْفَاو) — портове місто на півострові Ель-Фао в Іраку поблизу річки Шатт-ель-Араб і Перської затоки. 
Місто входить до складу провінції Басра.

## Історія
Місто було ареною збройних конфліктів під час Першої світової війни, Ірано-іракської війни, Війни в Перській затоці та війни в Іраку завдяки своєму стратегічному положенню біля річки Шатт-ель-Араб.
Місто було значно пошкоджено під час іраксько-іранської війни, але в 1989 році його було відновлено за чотири місяці за абсолютно новим планом. 

## Зовнішні посилання
- Супутникове спостереження міста [Архівовано 3 січня 2013 у Archive.is]